# 59e Oi (shogi) 2017-2018
«Édition précédente (58)
59e Oi
Édition suivante (60)»
Le 59e Oi est une compétition majeure du shogi professionnel japonais organisée en 2017 et 2018 comptant pour la saison 2017-2018.

## Oi-sen Nanaban Shobu
Le championnat Oi a vu s'opposer dans un match en sept parties le tenant du titre à son challenger Masayuki Toyoshima vainqueur du Chōsen-sha kettei-sen.
Masayuki Toyoshima s'est emparé du titre Oi en triomphant de Tatsuya Sugai par quatre victoires à trois.
| Partie | Date       | Sente              | Sente    | Né en | Gote               | Gote     | Né en | Sugai | Toyoshima | Lieu          |
| ------ | ---------- | ------------------ | -------- | ----- | ------------------ | -------- | ----- | ----- | --------- | ------------- |
| 1      | 04/07/2018 | Tatsuya Sugai      | 菅井竜也 | 1992  | Masayuki Toyoshima | 豊島将之 | 1990  | 1     | 0         | Iwakura       |
| 2      | 24/07/2018 | Masayuki Toyoshima | 豊島将之 | 1990  | Tatsuya Sugai      | 菅井竜也 | 1992  | 1     | 1         | Kobe          |
| 3      | 01/08/2018 | Tatsuya Sugai      | 菅井竜也 | 1992  | Masayuki Toyoshima | 豊島将之 | 1990  | 2     | 1         | Sapporo       |
| 4      | 22/08/2018 | Masayuki Toyoshima | 豊島将之 | 1990  | Tatsuya Sugai      | 菅井竜也 | 1992  | 2     | 2         | Fukuoka       |
| 5      | 29/08/2018 | Tatsuya Sugai      | 菅井竜也 | 1992  | Masayuki Toyoshima | 豊島将之 | 1990  | 3     | 2         | Tokushima     |
| 6      | 10/09/2018 | Masayuki Toyoshima | 豊島将之 | 1990  | Tatsuya Sugai      | 菅井竜也 | 1992  | 3     | 3         | Hadano        |
| 7      | 22/09/2018 | Masayuki Toyoshima | 豊島将之 | 1990  | Tatsuya Sugai      | 菅井竜也 | 1992  | 3     | 4         | Tokyo Chiyoda |

## Chōsen-sha kettei-sen
Masayuki Toyoshima remporte le match décisif de désignation du challenger contre Yoshiharu Habu.
| Partie | Date       | Sente          | Sente    | Né en | Gote               | Gote     | Né en | Lieu |
| ------ | ---------- | -------------- | -------- | ----- | ------------------ | -------- | ----- | ---- |
| 1      | 04/06/2018 | Yoshiharu Habu | 羽生善治 | 1970  | Masayuki Toyoshima | 豊島将之 | 1990  |      |

## Chōsen-sha kettei rīgu
Le Chōsen-sha kettei rīgu était composé de douze joueurs 4 têtes de série et 8 qualifiés issus des qualifications.
Ces douze joueurs ont été répartis au sein de deux poules de six joueurs (les poules rouge et blanche).

### Aka-gumi (poule rouge)

#### Tournoi toute rondes
| Qualité           | Nom              | Nom      | Né en | ID | 1  | 2  | 3  | 4  | 5  | V |                       |
| ----------------- | ---------------- | -------- | ----- | -- | -- | -- | -- | -- | -- | - | --------------------- |
| 58e Nanaban Shobu | Yoshiharu Habu   | 羽生善治 | 1970  | 1  | +5 | +3 | +6 | -2 | +4 | 4 | Chōsen-sha kettei-sen |
| 58e Aka-gumi      | Kazuki Kimura    | 木村一基 | 1973  | 2  | -4 | +5 | -3 | +1 | +6 | 3 | Préqualifié           |
| poule 7           | Koji Tanigawa    | 谷川浩司 | 1962  | 3  | -6 | -1 | +2 | -4 | +4 | 2 |                       |
| poule 2           | Ayumu Matsuo     | 松尾歩   | 1980  | 4  | +2 | -6 | -5 | +3 | -1 | 2 |                       |
| poule 4           | Seiya Kondō      | 近藤誠也 | 1996  | 5  | -1 | -2 | +4 | -6 | -3 | 1 |                       |
| poule 6           | Yasuaki Murayama | 村山慈明 | 1984  | 6  | +3 | +4 | -1 | +5 | -2 | 3 |                       |

### Shiro-gumi (poule blanche)

#### Tournoi toute rondes
| Qualité                   | Nom                | Nom        | Né en | ID | 1  | 2  | 3  | 4  | 5  | V |         |
| ------------------------- | ------------------ | ---------- | ----- | -- | -- | -- | -- | -- | -- | - | ------- |
| 58e Chōsen-sha kettei-sen | Shingo Sawada      | 澤田真吾   | 1992  | 1  | +6 | +4 | +5 | +2 | -3 | 4 | Barrage |
| 58e Shiro-gumi            | Masayuki Toyoshima | 豊島将之   | 1990  | 2  | +4 | +5 | +3 | -1 | +6 | 4 | Barrage |
| poule 3                   | Chikara Akutsu     | 阿久津主税 | 1982  | 3  | -5 | +6 | -2 | +4 | +1 | 3 |         |
| poule 1                   | Hirotaka Nozuki    | 野月浩貴   | 1973  | 4  | -2 | -1 | -6 | -3 | -5 | 0 |         |
| poule 8                   | Shota Chida        | 千田翔太   | 1994  | 5  | +3 | -2 | -1 | +6 | +4 | 3 |         |
| poule 5                   | Daichi Sasaki      | 佐々木大地 | 1995  | 6  | -1 | -3 | +4 | -5 | -2 | 1 |         |

#### Barrage
| Partie | Date     | Sente              | Sente    | Né en | Gote          | Gote     | Né en | Lieu |
| ------ | -------- | ------------------ | -------- | ----- | ------------- | -------- | ----- | ---- |
| 1      | 30/05/18 | Masayuki Toyoshima | 豊島将之 | 1990  | Shingo Sawada | 澤田真吾 | 1991  |      |

## Yosen
Les Yosen (qualifications) sont composés de huit tableaux à élimination directe de vingt joueurs chacun.
Les vainqueurs sont qualifies pour le Chōsen-sha kettei rīgu.
Résultats à partir des quarts de finale

### 1-Zu
| Quarts de finale | Quarts de finale | Quarts de finale | Demi finales                  | Finale                        | Vainqueur                     |
| ---------------- | ---------------- | ---------------- | ----------------------------- | ----------------------------- | ----------------------------- |
| Yūki Sasaki      | 佐々木勇気       | 1994             | Yuki Sasaki 佐々木勇気 1994   | Yuki Sasaki 佐々木勇気 1994   | Hirotaka Nozuki 野月浩貴 1973 |
| Keiichi Sanada   | 真田圭一         | 1972             | Yuki Sasaki 佐々木勇気 1994   | Yuki Sasaki 佐々木勇気 1994   | Hirotaka Nozuki 野月浩貴 1973 |
| Ichiro Hiura     | 日浦市郎         | 1966             | Koichi Fukaura 深浦康市 1972  | Yuki Sasaki 佐々木勇気 1994   | Hirotaka Nozuki 野月浩貴 1973 |
| Koichi Fukaura   | 深浦康市         | 1972             | Koichi Fukaura 深浦康市 1972  | Yuki Sasaki 佐々木勇気 1994   | Hirotaka Nozuki 野月浩貴 1973 |
| Hirotaka Nozuki  | 野月浩貴         | 1973             | Hirotaka Nozuki 野月浩貴 1973 | Hirotaka Nozuki 野月浩貴 1973 | Hirotaka Nozuki 野月浩貴 1973 |
| Yasumitsu Sato   | 佐藤康光         | 1969             | Hirotaka Nozuki 野月浩貴 1973 | Hirotaka Nozuki 野月浩貴 1973 | Hirotaka Nozuki 野月浩貴 1973 |
| Kentarō Ishii    | 石井健太郎       | 1992             | Kentaro Ishii 石井健太郎 1992 | Hirotaka Nozuki 野月浩貴 1973 | Hirotaka Nozuki 野月浩貴 1973 |
| Hiroaki yokoyama | 横山泰明         | 1980             | Kentaro Ishii 石井健太郎 1992 | Hirotaka Nozuki 野月浩貴 1973 | Hirotaka Nozuki 野月浩貴 1973 |

### 2-Zu
| Quarts de finale | Quarts de finale | Quarts de finale | Demi finales                  | Finale                     | Vainqueur                |
| ---------------- | ---------------- | ---------------- | ----------------------------- | -------------------------- | ------------------------ |
| Amahiko Sato     | 佐藤天彦         | 1988             | Amahiko Sato 佐藤天彦 1988    | Amahiko Sato 佐藤天彦 1988 | Ayumu Matsuo 松尾歩 1980 |
| Yasuhiro Masuda  | 増田康宏         | 1997             | Amahiko Sato 佐藤天彦 1988    | Amahiko Sato 佐藤天彦 1988 | Ayumu Matsuo 松尾歩 1980 |
| Atsushi Miyata   | 宮田敦史         | 1981             | Kazuharu Shoshi 所司和晴 1961 | Amahiko Sato 佐藤天彦 1988 | Ayumu Matsuo 松尾歩 1980 |
| Kazuharu Shoshi  | 所司和晴         | 1961             | Kazuharu Shoshi 所司和晴 1961 | Amahiko Sato 佐藤天彦 1988 | Ayumu Matsuo 松尾歩 1980 |
| Ayumu Matsuo     | 松尾歩           | 1980             | Ayumu Matsuo 松尾歩 1980      | Ayumu Matsuo 松尾歩 1980   | Ayumu Matsuo 松尾歩 1980 |
| Nobuyuki Yashiki | 屋敷伸之         | 1972             | Ayumu Matsuo 松尾歩 1980      | Ayumu Matsuo 松尾歩 1980   | Ayumu Matsuo 松尾歩 1980 |
| Taku Morishita   | 森下卓           | 1966             | Masataka Goda 郷田真隆 1971   | Ayumu Matsuo 松尾歩 1980   | Ayumu Matsuo 松尾歩 1980 |
| Masataka Goda    | 郷田真隆         | 1971             | Masataka Goda 郷田真隆 1971   | Ayumu Matsuo 松尾歩 1980   | Ayumu Matsuo 松尾歩 1980 |

### 3-Zu
| Quarts de finale   | Quarts de finale | Quarts de finale | Demi finales                   | Finale                         | Vainqueur                      |
| ------------------ | ---------------- | ---------------- | ------------------------------ | ------------------------------ | ------------------------------ |
| Chikara Akutsu     | 阿久津主税       | 1982             | Chikara Akutsu 阿久津主税 1982 | Chikara Akutsu 阿久津主税 1982 | Chikara Akutsu 阿久津主税 1982 |
| Tatsuya Sanmaido   | 三枚堂達也       | 1993             | Chikara Akutsu 阿久津主税 1982 | Chikara Akutsu 阿久津主税 1982 | Chikara Akutsu 阿久津主税 1982 |
| Hisachi Namekata   | 行方尚史         | 1973             | Yuya Nagaoka 長岡裕也 1985     | Chikara Akutsu 阿久津主税 1982 | Chikara Akutsu 阿久津主税 1982 |
| Yuya Nagaoka       | 長岡裕也         | 1985             | Yuya Nagaoka 長岡裕也 1985     | Chikara Akutsu 阿久津主税 1982 | Chikara Akutsu 阿久津主税 1982 |
| Takanori Hashimoto | 橋本崇載         | 1983             | Hiromu Watanabe 渡辺大夢 1988  | Hiromu Watanabe 渡辺大夢 1988  | Chikara Akutsu 阿久津主税 1982 |
| Hiromu Watanabe    | 渡辺大夢         | 1988             | Hiromu Watanabe 渡辺大夢 1988  | Hiromu Watanabe 渡辺大夢 1988  | Chikara Akutsu 阿久津主税 1982 |
| Toshiyuki Moriuchi | 森内俊之         | 1970             | Takeshi Kawakami 川上猛 1972   | Hiromu Watanabe 渡辺大夢 1988  | Chikara Akutsu 阿久津主税 1982 |
| Takeshi Kawakami   | 川上猛           | 1972             | Takeshi Kawakami 川上猛 1972   | Hiromu Watanabe 渡辺大夢 1988  | Chikara Akutsu 阿久津主税 1982 |

### 4-Zu
| Quarts de finale  | Quarts de finale | Quarts de finale | Demi finales                    | Finale                          | Vainqueur                 |
| ----------------- | ---------------- | ---------------- | ------------------------------- | ------------------------------- | ------------------------- |
| Tadahisa Maruyama | 丸山忠久         | 1970             | Tadahisa Maruyama 丸山忠久 1970 | Tadahisa Maruyama 丸山忠久 1970 | Seiya Kondo 近藤誠也 1996 |
| Yashiro Wataru    | 八代弥           | 1994             | Tadahisa Maruyama 丸山忠久 1970 | Tadahisa Maruyama 丸山忠久 1970 | Seiya Kondo 近藤誠也 1996 |
| Daisuke Katagami  | 片上大輔         | 1981             | Daisuke Katagami 片上大輔 1981  | Tadahisa Maruyama 丸山忠久 1970 | Seiya Kondo 近藤誠也 1996 |
| Yuki Fujikura     | 藤倉勇樹         | 1979             | Daisuke Katagami 片上大輔 1981  | Tadahisa Maruyama 丸山忠久 1970 | Seiya Kondo 近藤誠也 1996 |
| Seiya Kondo       | 近藤誠也         | 1996             | Seiya Kondo 近藤誠也 1996       | Seiya Kondo 近藤誠也 1996       | Seiya Kondo 近藤誠也 1996 |
| Kenjiro Abe       | 阿部健治郎       | 1989             | Seiya Kondo 近藤誠也 1996       | Seiya Kondo 近藤誠也 1996       | Seiya Kondo 近藤誠也 1996 |
| Eiji Iijima       | 飯島栄治         | 1979             | Sakio Chiba 千葉幸生 1979       | Seiya Kondo 近藤誠也 1996       | Seiya Kondo 近藤誠也 1996 |
| Sakio Chiba       | 千葉幸生         | 1979             | Sakio Chiba 千葉幸生 1979       | Seiya Kondo 近藤誠也 1996       | Seiya Kondo 近藤誠也 1996 |

### 5-Zu
| Quarts de finale | Quarts de finale | Quarts de finale | Demi finales                  | Finale                        | Vainqueur                     |
| ---------------- | ---------------- | ---------------- | ----------------------------- | ----------------------------- | ----------------------------- |
| Junpei Ide       | 井出隼平         | 1991             | Junpei Ide 井出隼平 1960      | Naoro Ishida 石田直裕 1988    | Daichi Sasaki 佐々木大地 1995 |
| Michio Takahashi | 高橋道雄         | 1960             | Junpei Ide 井出隼平 1960      | Naoro Ishida 石田直裕 1988    | Daichi Sasaki 佐々木大地 1995 |
| Naoro Ishida     | 石田直裕         | 1988             | Naoro Ishida 石田直裕 1988    | Naoro Ishida 石田直裕 1988    | Daichi Sasaki 佐々木大地 1995 |
| Masaki Izumi     | 泉正樹           | 1961             | Naoro Ishida 石田直裕 1988    | Naoro Ishida 石田直裕 1988    | Daichi Sasaki 佐々木大地 1995 |
| Daichi Sasaki    | 佐々木大地       | 1995             | Daichi Sasaki 佐々木大地 1995 | Daichi Sasaki 佐々木大地 1995 | Daichi Sasaki 佐々木大地 1995 |
| Taichi Takami    | 髙見泰地         | 1993             | Daichi Sasaki 佐々木大地 1995 | Daichi Sasaki 佐々木大地 1995 | Daichi Sasaki 佐々木大地 1995 |
| Daisuke Suzuki   | 鈴木大介         | 1974             | Daisuke Suzuki 鈴木大介 1974  | Daichi Sasaki 佐々木大地 1995 | Daichi Sasaki 佐々木大地 1995 |
| Shin'ya Sato     | 佐藤紳哉         | 1977             | Daisuke Suzuki 鈴木大介 1974  | Daichi Sasaki 佐々木大地 1995 | Daichi Sasaki 佐々木大地 1995 |

### 6-Zu
| Quarts de finale | Quarts de finale | Quarts de finale | Demi finales                   | Finale                         | Vainqueur                      |
| ---------------- | ---------------- | ---------------- | ------------------------------ | ------------------------------ | ------------------------------ |
| Koru Abe         | 阿部光瑠         | 1994             | Yasuaki Murayama 村山慈明 1984 | Yasuaki Murayama 村山慈明 1984 | Yasuaki Murayama 村山慈明 1984 |
| Yasuaki Murayama | 村山慈明         | 1984             | Yasuaki Murayama 村山慈明 1984 | Yasuaki Murayama 村山慈明 1984 | Yasuaki Murayama 村山慈明 1984 |
| Hiroyuki Miura   | 三浦弘行         | 1974             | Tetsuro Itodani 糸谷哲郎 1988  | Yasuaki Murayama 村山慈明 1984 | Yasuaki Murayama 村山慈明 1984 |
| Tetsuro Itodani  | 糸谷哲郎         | 1988             | Tetsuro Itodani 糸谷哲郎 1988  | Yasuaki Murayama 村山慈明 1984 | Yasuaki Murayama 村山慈明 1984 |
| Toshiaki Kubo    | 久保利明         | 1975             | Toshiaki Kubo 久保利明 1975    | Ryuma Tonari 都成竜馬 1990     | Yasuaki Murayama 村山慈明 1984 |
| Satoru Sakaguchi | 阪口悟           | 1978             | Toshiaki Kubo 久保利明 1975    | Ryuma Tonari 都成竜馬 1990     | Yasuaki Murayama 村山慈明 1984 |
| Keita Inoue      | 井上慶太         | 1964             | Ryuma Tonari 都成竜馬 1990     | Ryuma Tonari 都成竜馬 1990     | Yasuaki Murayama 村山慈明 1984 |
| Ryuma Tonari     | 都成竜馬         | 1990             | Ryuma Tonari 都成竜馬 1990     | Ryuma Tonari 都成竜馬 1990     | Yasuaki Murayama 村山慈明 1984 |

### 7-Zu
| Quarts de finale  | Quarts de finale | Quarts de finale | Demi finales      | Finale                        | Vainqueur                   |
| ----------------- | ---------------- | ---------------- | ----------------- | ----------------------------- | --------------------------- |
| Takayuki Yamazaki | 山崎隆之         | 1981             | Takayuki Yamazaki | Koji Tanigawa 谷川浩司 1962   | Koji Tanigawa 谷川浩司 1962 |
| Akira Inaba       | 稲葉陽           | 1988             | Takayuki Yamazaki | Koji Tanigawa 谷川浩司 1962   | Koji Tanigawa 谷川浩司 1962 |
| Koji Tanigawa     | 谷川浩司         | 1962             | Koji Tanigawa     | Koji Tanigawa 谷川浩司 1962   | Koji Tanigawa 谷川浩司 1962 |
| Hiroshi Naganami  | 長沼洋           | 1965             | Koji Tanigawa     | Koji Tanigawa 谷川浩司 1962   | Koji Tanigawa 谷川浩司 1962 |
| Sota Fujii        | 藤井聡太         | 2002             | Sota Fujii        | Takahiro Ohashi 大橋貴洸 1992 | Koji Tanigawa 谷川浩司 1962 |
| Kensuke Kitahama  | 北浜健介         | 1975             | Sota Fujii        | Takahiro Ohashi 大橋貴洸 1992 | Koji Tanigawa 谷川浩司 1962 |
| Takahiro Toyokawa | 豊川孝弘         | 1967             | Takahiro Ōhashi   | Takahiro Ohashi 大橋貴洸 1992 | Koji Tanigawa 谷川浩司 1962 |
| Takahiro Ōhashi   | 大橋貴洸         | 1992             | Takahiro Ōhashi   | Takahiro Ohashi 大橋貴洸 1992 | Koji Tanigawa 谷川浩司 1962 |

### 8-Zu
| Quarts de finale  | Quarts de finale | Quarts de finale | Demi finales      | Finale           | Vainqueur   |
| ----------------- | ---------------- | ---------------- | ----------------- | ---------------- | ----------- |
| Kōzō Arimori      | 有森浩三         | 1963             | Kōzō Arimori      | Shota Chida      | Shota Chida |
| Mitsunori Makino  | 牧野光則         | 1988             | Kōzō Arimori      | Shota Chida      | Shota Chida |
| Tadashi Ōishi     | 大石直嗣         | 1989             | Shota Chida       | Shota Chida      | Shota Chida |
| Shota Chida       | 千田翔太         | 1994             | Shota Chida       | Shota Chida      | Shota Chida |
| Hiroshi Miyamoto  | 宮本広志         | 1986             | Hiroshi Miyamoto  | Hiroshi Miyamoto | Shota Chida |
| Shingo Hirafuji   | 平藤眞吾         | 1953             | Hiroshi Miyamoto  | Hiroshi Miyamoto | Shota Chida |
| Yoshikazu Minami  | 南芳一           | 1963             | Mamoru Hatakeyama | Hiroshi Miyamoto | Shota Chida |
| Mamoru Hatakeyama | 畠山鎮           | 1969             | Mamoru Hatakeyama | Hiroshi Miyamoto | Shota Chida |

## Rang
| Kishi     | Kishi              | Kishi | Né en |  |    |  |  |  |  |
| --------- | ------------------ | ----- | ----- |  | -- |  |  |  |  |
| Ōi        | Masayuki Toyoshima |       |       |  | 16 |  |  |  |  |
| Ōi dechu  | Tatsuya Sugai      |       |       |  | 17 |  |  |  |  |
| Finaliste | Yoshiharu Habu     |       |       |  | 18 |  |  |  |  |
| 4         | Shingo Sawada      |       |       |  | 19 |  |  |  |  |
| 5         | Kazuki Kimura      |       |       |  | 20 |  |  |  |  |
| 6         | Chikara Akutsu     |       |       |  | 21 |  |  |  |  |
| 7         | Shota Chida        |       |       |  | 22 |  |  |  |  |
| 8         | Yasuaki Murayama   |       |       |  | 23 |  |  |  |  |
| 9-10      | Ayumu Matsuo       |       |       |  | 24 |  |  |  |  |
| 9-10      | Koji Tanigawa      |       |       |  | 25 |  |  |  |  |
| 11        | Yuki Sasaki        |       |       |  | 26 |  |  |  |  |
| 12        | Seiya Kondo        |       |       |  | 27 |  |  |  |  |
| 13        | Hirotaka Nozuki    |       |       |  | 28 |  |  |  |  |
| 14        |                    |       |       |  | 29 |  |  |  |  |
| 15        |                    |       |       |  | 30 |  |  |  |  |

## Liste des parties
1. ↑  (ja) « Tatsuya Sugai vs. Masayuki Toyoshima " Gokigen Nakabisha " 59e Oi, Nanaban Shobu, 1re partie », sur 将棋DB2 (consulté le 18 décembre 2018)
2. ↑  (ja) « Masayuki Toyoshima vs. Tatsuya Sugai "Mukaibisha" 59e Oi, Nanaban Shobu, 2e partie », sur 将棋DB2 (consulté le 18 décembre 2018)
3. ↑  (ja) « Tatsuya Sugai vs. Masayuki Toyoshima  "Gokigen Nakabisha" 59e Oi, Nanaban Shobu, 3epartie », sur 将棋DB2 (consulté le 18 décembre 2018)
4. ↑  (ja) « Masayuki Toyoshima vs.Tatsuya Sugai "Shikenbisha" 59e Oi, Nanaban Shobu, 4epartie », sur 将棋DB2 (consulté le 18 décembre 2018)
5. ↑  (ja) « Tatsuya Sugai vs. Masayuki Toyoshima "Mukuibisha" 59e Oi, Nanaban Shobu, 5e partie », sur 将棋DB2 (consulté le 18 décembre 2018)
6. ↑  (ja) « Masayuki Toyoshima vs. Tetsuya Sugai "shikenbisha" 59e Oi, Nanaban Shobu, 6e partie », sur 将棋DB2 (consulté le 18 décembre 2018)
7. ↑  (ja) « Masayuki Toyoshima vs. Tatsuya Sugai "Shikenbisha" 59e Oi, Nanaban Shobu, 7e partie », sur 将棋DB2 (consulté le 18 décembre 2018)
8. ↑  (ja) « Yoshiharu Habu vs. Masayuki Toyoshima "Kakugawari" 59e Oi, Chosen sha kettei-sen », sur 将棋DB2,‎ 4 juin 2018 (consulté le 20 décembre 2018)